# Ochodaeus hondurae
Ochodaeus hondurae är en skalbaggsart som beskrevs av Gilbert John Arrow 1911. Ochodaeus hondurae ingår i släktet Ochodaeus och familjen Ochodaeidae. Inga underarter finns listade i Catalogue of Life.